# یوهان کریستین پوگندورف
یوهان کریستین پوگندورف (آلمانی: Johann Christian Poggendorff؛ زاده ۲۹ دسامبر ۱۷۹۶ درگذشته ۲۴ ژانویهٔ ۱۸۷۷) یک دانشمند اهل آلمان بود.